# Рыбники (Брестская область)
Ры́бники (бел. Рыбнікі) — деревня в Столинском районе Брестской области Беларуси. Входит в состав Белоушского сельсовета. Расположена на берегу реки Горынь в 12 км от Столина, в 260 км от Бреста, в 18 км от железнодорожной станции Горынь. Население — 38 человек (2019).

## История
Впервые упоминается как поселение Дуброва. В начале XX века известен как фольварк в составе Столинской волости Пинского уезда Минской губернии Российской империи с населением 27 человек.
С 1921 по 1939 годы в составе Польши (Столинский повет Полесского воеводства).
С 1939 года в составе БССР. С 12 октября 1940 года в Беловушском сельсовете Столинского района Пинской области. С 8 января 1954 года в Брестской области.
C июля 1941 года по начало июля 1944 года была оккупирована немецко-фашистскими войсками. После войны переименовано в деревню Рыбники. С 1963 года работают рыбопитомник «Дуброва», рыбное хозяйство «Лахва». В 2002 году в составе колхоза «Победа». Работал магазин.
Открыта агроусадьба с арендой домиков для семейного отдыха и проведения праздников до 30 человек.

## Население
Население деревни на 2019 год составляло 38 человек.
| 2002 | 2005 | 2009 | 2019 |
| ---- | ---- | ---- | ---- |
| 54   | ▼ 44 | ▼ 38 | ▬ 38 |

## Достопримечательность
- Обелиск в честь партизана В.Е. Ключенкова - командира первого партизанского отряда на Столинщине (1968)